# おべんとレター。
『おべんとレター。』は、2016年6月4日から2020年3月29日まで、テレビ朝日で放送された料理ミニ番組である。はごろもフーズの一社提供。

## 概要
当番組は、気持ちのこもったお弁当を、相手に届けに行く内容となっている。

## ナレーター
- 堂真理子（テレビ朝日アナウンサー）

## 放送時間
- 関東広域圏・テレビ朝日（番組制作局）
  - ゴルフなどのスポーツ中継で放送時間が変更される場合がある。

| 放送期間      | 放送期間      | 放送時間             |
| ------------- | ------------- | -------------------- |
| 2016年6月4日  | 2018年4月14日 | 土曜日 16:25 - 16:30 |
| 2018年4月22日 | 2020年3月29日 | 日曜日 16:25 - 16:30 |
- 静岡県・静岡朝日テレビ[2]
  - 日曜日 20:56 - 21:00（遅れネット）[3]

## スタッフ
- 制作：テレビ朝日、ドラゴンエンタテインメント